# 다케시타 레오
다케시타 레오(일본어: 竹下 玲王, 1995년 10월 4일~)는 일본의 축구 선수이다.

## 구단 경력
그는 2018년 J3리그의 AC 나가노 파르세이루에 입단했다. 2019년까지 37경기에 출전하여, 3득점을 넣었다. 2020년 일본 풋볼 리그의 MIO 비와코 시가로 이적했다. 2023년 FC 티아모 히라카타로 이적했다. 2024년후 현역 은퇴.